# 北投梅庭
北投梅庭是臺北市北投區的一棟日式宅邸，為建於台灣日治時期1930年代末期的高級民宅。民間說法認為于右任自1952年起常居住在此，作為避暑的別館，且在大門門柱上題有「梅庭」兩字，然而世新大學教師張依依指出，「梅庭」其實是她的姨公馮中煊故居。馮中煊號「梅庭散人」，於1956年（民國四十五年）購置並遷入此宅，有戶籍謄本為憑，「梅庭」與于右任毫無關連。
北投梅庭在2006年被登錄為臺北市歷史建築，2010年1月整修完畢後，作為臺北市旅遊服務中心梅庭站。

## 建築特色
北投梅沿北投溪河谷興建，屋內有一座溫泉池，是北投溫泉區典型的建築。為因應二戰時的美軍空襲，後來在庭園內興建了一座鋼筋混凝土構造的地下避難室。

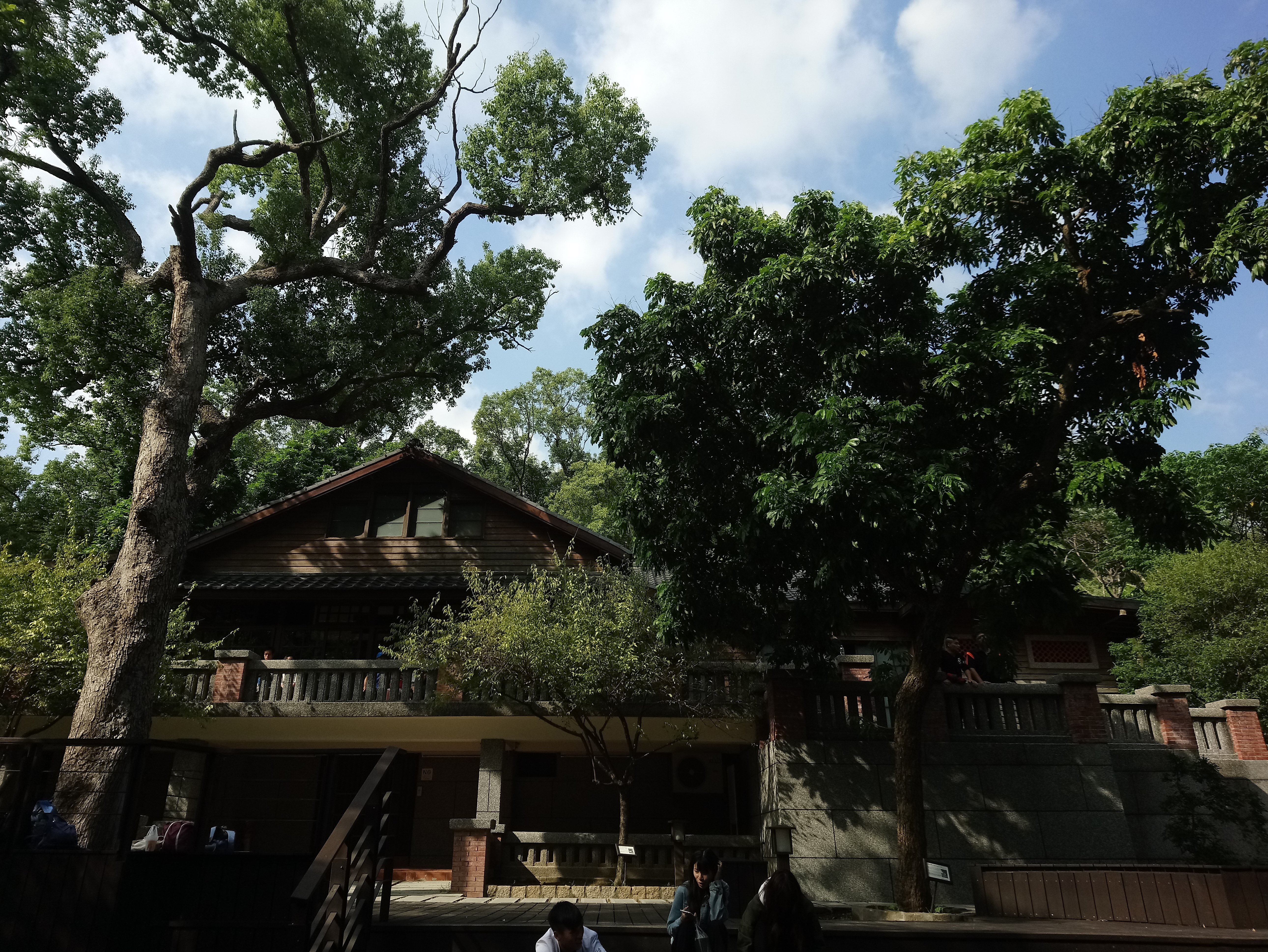
梅庭南側